# Mustansaari (ö i Norra Savolax)
Mustansaari är en ö i Finland. Den ligger i sjön Iso-Musta och i kommunen Leppävirta i den ekonomiska regionen  Varkaus ekonomiska region  och landskapet Norra Savolax, i den centrala delen av landet, 300 km nordost om huvudstaden Helsingfors. Öns area är 4,6 hektar och dess största längd är 460 meter i nord-sydlig riktning.